# Instytut Sztuk Audiowizualnych Uniwersytetu Jagiellońskiego
Instytut Sztuk Audiowizualnych Uniwersytetu Jagiellońskiego – jednostka Wydziału Zarządzania i Komunikacji Społecznej Uniwersytetu Jagiellońskiego w Krakowie.

## Władze
- dr hab. Joanna Wojnicka, prof. UJ – dyrektor[1]
- dr Waldemar Frąc – zastępca dyrektora ds. dydaktycznych[1]

## Struktura organizacyjna

### Katedry
- Katedra Historii Filmu Powszechnego
- Katedra Historii Filmu Polskiego (kierownik: prof. dr hab. Małgorzata Radkiewicz)
- Katedra Teorii i Antropologii Filmu (kierownik: prof. dr hab. Krzysztof Loska)
- Katedra Mediów Audiowizualnych (kierownik: dr hab. Anna Nacher, prof. UJ)

## Znani studenci i absolwenci
- Wojciech Smarzowski
- Bartosz Konopka
- Marcin Wrona
- Michał Oleszczyk
- Łukasz Maciejewski
- Joanna Ostrowska
- Adam Kruk
- Mirosław Filiciak